# Bảo tàng Warszawa

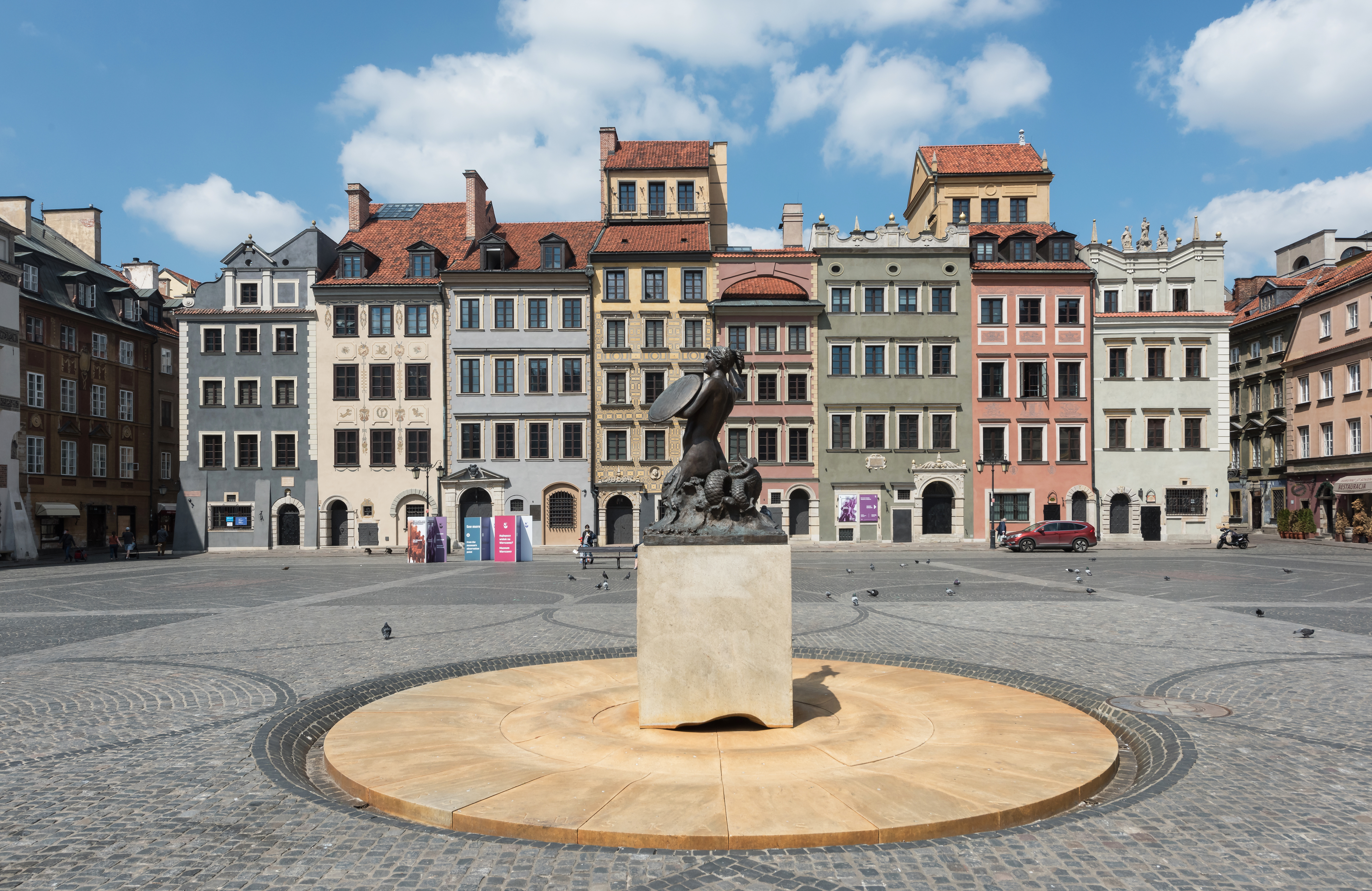
Bảo tàng lịch sử Warszawa

Bảo tàng Warszawa (tiếng Ba Lan: Muzeum Warszawy) (vào năm 1948 Bảo tàng Lịch sử Warszawa, Warszawa, tiếng Ba Lan: Muzeum Historyczne m.st. Warszawy Warszawy) là một bảo tàng ở Khu chợ phố cổ ở Warszawa, Ba Lan. Nó được thành lập vào năm 1936.

## Lịch sử bảo tàng
Bảo tàng được thành lập vào năm 1936 với tên Bảo tàng Warszawa cổ. Sau đó, nó được đặt trong ba tòa nhà được mua bởi thành phố trong quảng trường chợ. Bảo tàng cùng với bộ sưu tập đã bị phá hủy trong cuộc nổi dậy ở Warszawa trong Thế chiến II. Sau chiến tranh, bảo tàng được mở cửa trở lại dưới tên hiện tại và các tòa nhà cho nó được xây dựng lại trong những năm 1948-1954 trong bối cảnh tái thiết chưa từng có của Warszawa lịch sử.
Trong năm 2010-2012, 11 ngôi nhà của bảo tàng đã được cải tạo với sự giúp đỡ của Na Uy.
Vào tháng 4 năm 2014, bảo tàng đã đổi tên thành Bảo tàng Warszawa.

## Hoạt động
Các bộ sưu tập khác nhau trong các lĩnh vực khảo cổ học, hội họa, đồ họa, biểu tượng, điêu khắc, nghệ thuật trang trí, chữ số và bản vẽ kiến trúc, hiện có trên 250 000 hiện vật. Cho đến khi bắt đầu cải tạo vào năm 2010, đã có những triển lãm có sẵn cho thấy 7 thế kỷ của lịch sử Warszawa, từ khi mới thành lập cho đến ngày nay.
Ngoài các triển lãm, bảo tàng còn có thành tích xuất bản mạnh mẽ (bao gồm Giải thưởng Clio năm 2010 cho loạt "Thư viện Warszawa"), cũng như nhiều ấn phẩm về các bộ sưu tập của riêng họ và lịch sử Warszawa. Họ tổ chức các bài học và các cuộc thi cho các trường học và hội nghị và tham gia vào các sự kiện quan trọng như: Đêm tại Bảo tàng, Dã ngoại Khoa học của Đài phát thanh Ba Lan và Trung tâm Khoa học Copernicus, Lễ hội Khoa học và Đại học Thời đại thứ ba. Đây cũng là nhà đồng sản xuất các bộ phim tài liệu dành cho thủ đô.
Sự tái sinh của bảo tàng đã được hoàn thành vào năm 2012.

## Chi nhánh
Bảo tàng lịch sử Warszawa có 9 chi nhánh: 
| Không. | Tên                                             | Địa chỉ nhà            | Trang mạng.                                                                                  | Hình ảnh |
| ------ | ----------------------------------------------- | ---------------------- | -------------------------------------------------------------------------------------------- | -------- |
| 1.     | Bảo tàng Dược phẩm Antonina Leśniewska          | ul. Piwna 31 hiện tại  | http://www.muzeumfarmacji.mhw.pl/ (tiếng Ba Lan)                                             |          |
| 2.     | Pháp lệnh quân đội Ba Lan                       | ul. Długa 13/15        | http://www.ordynariat.mhw.pl/ (Ba Lan)                                                       |          |
| 3.     | Bảo tàng tại Nghĩa trang ở Palmiry              | Palmiry, Gmina Czosnów | http://www.palmiry.mhw.pl/ (Ba Lan)                                                          |          |
| 4.     | Bảo tàng Praga                                  | ul. Targowa 50/52      | http://www.muzeumpragi.mhw.pl/ (tiếng Ba Lan)                                                |          |
| 5.     | Bảo tàng Wola ?                                 | ul. Srebrna 12         | http://www.muzeumwoli.mhw.pl/ (tiếng Ba Lan)                                                 |          |
| 6.     | Trung tâm nghiên cứu và tài liệu Janusz Korczak | ul. Jaktorowska 6      | http://www.korczakianum.mhw.pl/ Lưu trữ ngày 3 tháng 6 năm 2019 tại Wayback Machine (Ba Lan) |          |
| 7.     | Bảo tàng In ấn Warszawa                         | ul. Trbacka 3          | http://www.muzeumdrukarstwa.mhw.pl/ (tiếng Ba Lan)                                           |          |
| số 8.  | Trung tâm phiên dịch di sản phố cổ của Warszawa | ul. Brzozowa 11/13     | http://www.mhw.pl/ (tiếng Ba Lan)                                                            |          |
| 9.     | Bảo tàng Barbican Warszawa                      | ul. Bây giờ            | http://mhw.pl/ (Ba Lan)                                                                      |          |